# Atlètic Club d'Escaldes
O Atlètic Club d'Escaldes é um clube andorrano com sede na cidade de Escaldes-Engordany. O clube foi fundado em 2002. Os seus jogos em casa são disputados no Estádio Comunal de Aixovall.
O Atlètic Club d'Escaldes foi fundado em 20 de maio de 2002 em Escaldes-Engordany, ingressando na Segona Divisió no mesmo ano. No final da temporada 2003-04, o clube foi promovido à Lliga Nacional de Futbol. Durante três temporadas, o clube jogou na primeira divisão até a temporada 2006-07 , quando foi rebaixado para a Segona Divisió. O clube voltou à primeira divisão em 2019 após vencer a Segona Divisió 2018–2019.
O clube conquista o seu primeiro título da liga, obtendo o direito de participar da Liga dos Campeões da UEFA de 2023–24, a competição máxima do futebol europeu.

## Títulos
- Primera Divisió: (1)
  - 2022-23

- Copa Constitució:(1)
  - 2022

- Segona Divisió:(2)
  - 2003–04 e 2018–19